# Harriet Beecher Stowe
Harriet Beecher Stowe, rođ. Beecher (Litchfield, Connecticut, 14. lipnja 1811. — Hartford, Connecticut 1. srpnja 1896.), bila je američka književnica i protivnica ropstva. Najpoznatija je po svojoj knjizi Čiča Tomina koliba koja kada je objavljena 1852. godine, polarizira američko društvo i koja je potaknula sugrađane na razmišljanje o ropstvu u SAD-u.

## Životopis
Harriet Beecher Stowe rođena je u Litchfieldu u Connecticutu, ali uglavnom je odrasla u Hartfordu, gdje je njen otac, Lyman Beecher (1775. – 1863.), bio kalvinistički svećenik i jedan od vođa pokreta za ukidanje ropstva. Brat Henry Ward Beecher bio je istaknuti propovjednik. Udala se 1836. za Calvina Ellisa Stowea i par je imao sedmero djece. Dugo godina radila je kao učiteljica, u jednoj od školâ koju je osnovala njena sestra, i kao suradnik za književnost u lokalnim novinama, u kojima se proslavlja s knjigom Čiča Tomina koliba (1852.), koja je prvo objavljena kao feljton u abolicionističkim novinama.
Harriet Beecher Stowes objavila je knjigu Čiča Tomina koliba 20. ožujka 1852., koja je privukla veliku pozornost javnog mijenja i potakla građane na diskusije za ili protiv ropstva u SAD-u. Iste godine objavila je i A Key to Uncle Toms Cabin (hr. Ključ za Čiča Tominu kolibu), u kojoj, pošto su neki nalazili njenu knjigu nevjerodostojom, dokumentira da je napisana po istinitim događajima. Slijedi roman Dred, a Tale of the Dismal Swamp 1856. (hr. Priča iz tužne močvare). Tijekom Američkog građanskog rata upoznala je Abrahama Lincolna. Kada su se susreli navodno je Lincoln rekao "Znači vi ste ta mala radma čija knjiga je započela ovaj veliki rat".  Objavila je 1870. Lady Byron Vindicated: A History of the Byron Controversy From Its Beginning in 1816 to the Present Time, gdje je Beecher Stowe optužila Lorda Byrona za incest.